# Leptopsammia britannica
Leptopsammia britannica är en korallart som först beskrevs av Duncan 1870.  Leptopsammia britannica ingår i släktet Leptopsammia och familjen Dendrophylliidae. Inga underarter finns listade i Catalogue of Life.